# 조민우
조민우(趙民宇, 1992년 5월 13일 ~ )는 대한민국의 축구 선수이다.

## 클럽 경력
FC 서울 유소년 클럽인 동북고등학교를 졸업하였고, 2010년 신인 드래프트에서 FC 서울에 우선지명되었다. 같은 해 동국대학교 진학해 2년 동안 대학 축구를 경험한 후 2012년 FC 서울에 정식 입단하였다. 2013년 J리그 디비전 2 V-바렌 나가사키로 임대되었다. 2014년 강원 FC로 임대되었으나 4경기 출전에 그쳤고, 2015년에는 다시 V-바렌 나가사키로 임대되었다.
2016년 V-바렌 나가사키로 완전 이적하여 주전으로 27경기에 나섰다.
2017년 1월 4일, 포항 스틸러스로 이적하였다.